# Détecteur de tension sans contact
 (octobre 2012).
Si vous disposez d'ouvrages ou d'articles de référence ou si vous connaissez des sites web de qualité traitant du thème abordé ici, merci de compléter l'article en donnant les références utiles à sa vérifiabilité et en les liant à la section « Notes et références ».

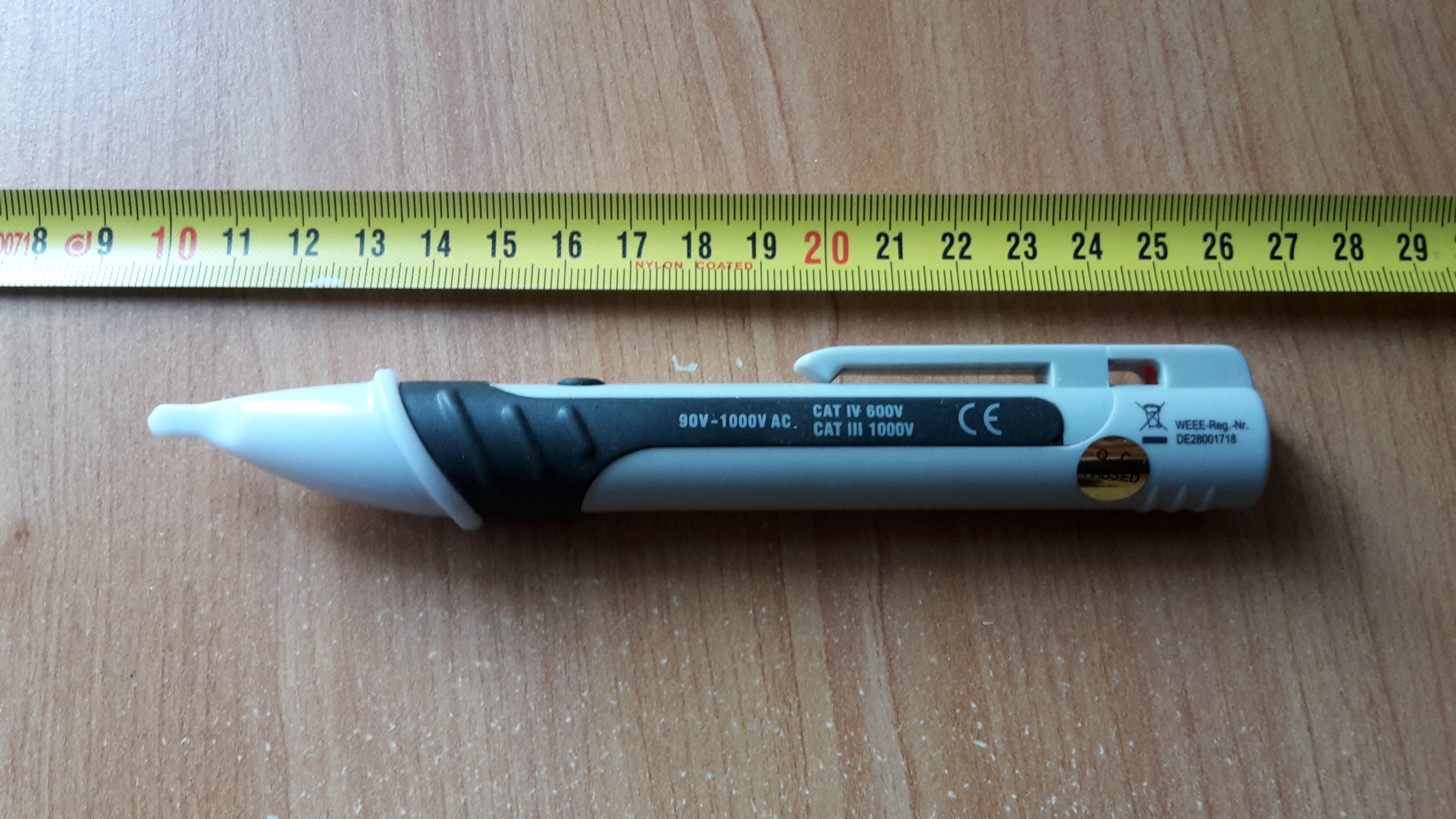
Détecteur de tension sans contact sans source à proximité

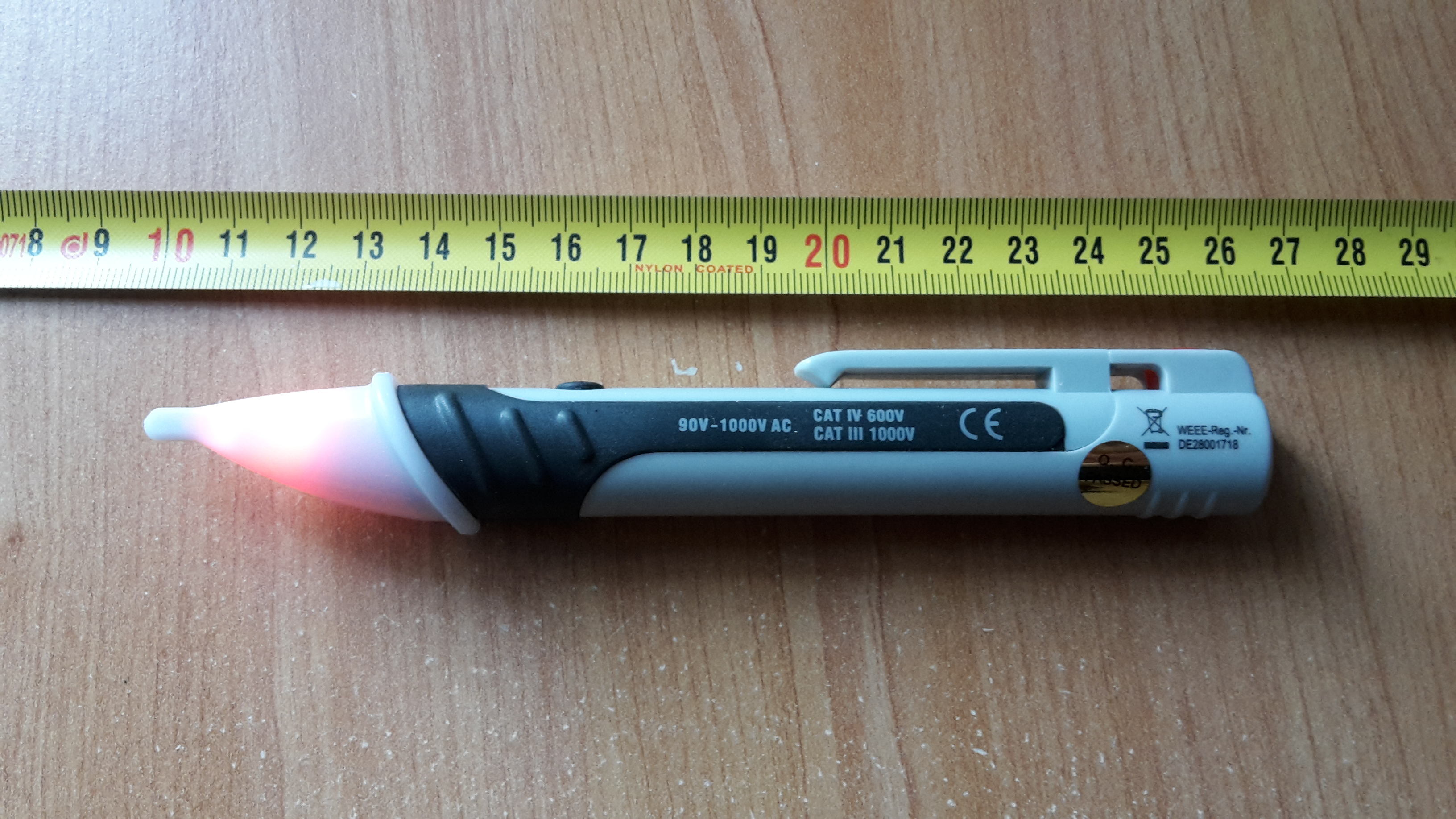
Détecteur de tension sans contact avec source à proximité

Un détecteur de tension sans contact désigne un instrument portable qui permet de détecter la présence d'une tension alternative à proximité. Il est très utile pour détecter une panne, une erreur de branchement, un défaut du circuit, en toute sécurité et sans nécessairement être habilité, car il n'est pas nécessaire de démonter un équipement ou de mettre les conducteurs à nu.
Par contre, il est à utiliser en première approche puisque la fiabilité de la mesure nécessite de savoir s'en servir. Son utilisation doit être faite avec précaution, ces appareils étant incapables de détecter une tension continue, meme élevée.
Ces appareils ne permettent en aucun cas de mettre en sécurité un opérateur. Ils ne permettent pas de garantir l'absence d'une tension dangereuse.

## Risque de confusion avec un vérificateur d'absence de tension
Il ne faut pas confondre cet appareil avec un vérificateur d'absence de tension (VAT). Seuls des VAT permettent de mettre en sécurité un circuit avant intervention. Ceux-ci doivent respecter la norme EN 61243-3[source insuffisante]
L'utilisation de tout autre appareil (multimètre, tournevis testeur, détecteur de tension sans contact[réf. nécessaire]) peut générer un danger d'électrisation potentiellement mortel.

## Description
Sa plage de détection présente souvent un minimum de tension pour son déclenchement (entre 90 et 230 VAC, communément). Il ne détecte pas une tension continue et ne détecte pas de tension si les conducteurs sont trop éloignés à l’intérieur du châssis de l'appareil, sont encastrés trop profondément ou sont isolés par une masse, ou en cas de mauvaise utilisation. Ceci implique que cet appareil ne donne qu'une indication, mais est très utile en cas de panne : recherche de rupture de continuité d'un câblage par exemple (dans une boite de jonction, recherche de rupture d'un conducteur à l’intérieur d'un câble), ou pour indiquer en première analyse si un appareil sans fiche de branchement est sous tension. Comme il n'est pas nécessaire de mettre des conducteurs à nu ou de démonter un appareil, il peut être utilisé sans habilitation électrique, mais avec précaution, dans les zones ouvertes aux personnes non habilitées.